# Paulo Emílio (treinador de futebol)
Paulo Emílio Frossard Jorge, mais conhecido como Paulo Emílio (Espera Feliz, 3 de janeiro de 1936 — São José dos Campos, São Paulo, 17 de maio de 2016), foi um futebolista, que atuou como zagueiro, e treinador de futebol brasileiro.

## Carreira

### Como jogador
Paulo Emílio começou a jogar futebol nas divisões de base do Atlético Mineiro, e quando a sua família se mudou para o Rio de Janeiro, chegou a treinar no Flamengo e no Botafogo, acabando por fazer alguns jogos como defesa-central (zagueiro) no Bonsucesso, mas a asma não permitiu que fosse mais longe e, assim, dedicou-se aos estudos, formando-se em Educação Física e Direito.

### Como treinador
Tinha apenas 26 anos de idade quando iniciou a sua longa carreira de treinador de futebol na Portuguesa, passando depois por clubes como o Vasco da Gama, Botafogo (2 vezes), Fluminense (3 vezes), Santos, Portuguesa-RJ, Guarani, Noroeste, Náutico, Santa Cruz (3 vezes), Atlético Paranaense, América Mineiro, America do Rio, Ypiranga, Vitória, São José-SP, Ferroviária (2 vezes), Nacional-AM (2 vezes), Bahia, Remo, Criciúma, Fortaleza, Goiás (2 vezes), Rio Branco-ES, Desportiva e Paysandu.
Conquistou vários títulos estaduais, atingindo o ponto alto da sua carreira, quando, em meados dos anos 1970, foi campeão carioca e bicampeão da Taça Guanabara, títulos que levaram o Sporting a contratá-lo para orientar a sua equipa principal na época de 1977-78. Na Desportiva foi o treinador no período de 51 partidas sem derrota.
Chegou a Portugal como um dos mais credenciados técnicos brasileiros da altura, quando João Rocha empreendia uma revolução no plantel leonino, tentando pôr termo a três anos de seca. Porém, os resultados não ajudaram, e em dezembro de 1977 foi despedido por telefone depois de ter resolvido ir passar o Natal em casa sem autorização, sendo então substituído pelo seu preparador físico, o professor Rodrigues Dias.
Para a história ficou como o técnico que iniciou a campanha que levou o Sporting à conquista da Taça de Portugal dessa temporada.
Regressou então ao Brasil onde prosseguiu a sua carreira. Em 1981, passou pelo Goiás e pelo Naútico. Em 1982, passou pelo Santos, sendo demitido após perder três jogos em quatro disputados. E, ainda no mesmo ano, foi contratado pelo Fortaleza e foi campeão estadual no ano seguinte ao derrotar o Ferroviário. Também teve uma passagem pelo Taubaté, quando dirigiu a equipe no Campeonato Paulista da Divisão Especial de 1983.
Passou por outros clubes, que incluem o Fluminense em 1990, onde conseguiu chegar a final do Campeonato Carioca, até voltar a aventurar-se no exterior, trabalhando na Arábia Saudita entre 1991 e 1992, com passagens em 1993 por Botafogo e Atlético-PR, até quem em 1994 foi para o Japão.
Depois de se retirar tornou-se um estudioso do futebol, proferindo diversas palestras e escrevendo o livro "Futebol dos Alicerces ao Telhado".
Morreu em 17 de maio de 2016, aos 80 anos.

## Títulos
Ypiranga
- Torneio Início da Bahia: 1963

Desportiva-ES
- Campeonato Capixaba: 1967 (invicto)
- Torneio Início do Espírito Santo: 1967
- Taça Cidade de Vitória: 1968

Nacional-AM
- Campeonato Amazonense: 1972

Santa Cruz
- Campeonato Pernambucano: 1973

Bahia
- Campeonato Baiano: 1974

Fluminense
- Campeonato Carioca: 1975
- Taça Guanabara: 1975
- Taça Rio: 1990

Vasco
- Taça Guanabara: 1976

Sporting
- Taça de Portugal: 1977-78

Paysandu
- Torneio Início do Pará: 1979

Goiás
- Campeonato Goiano: 1981

Fortaleza
- Campeonato Cearense: 1983

Cerezo Osaka
- Japan Football League: 1994

## Destaques
Santa Cruz
- 4° Lugar no Campeonato Brasileiro (1975)

São José-SP
- Vice-Campeonato Brasileiro - Série B (1989)